# Brainiac (seriefigur)
Brainiac är en utomjordisk superskurk som förekommer i serierna om Stålmannen. Figuren skapades av författaren Otto Binder och tecknaren Al Plastino, som introducerade honom i Action Comics #242 (1958).

## Historia

### Silver Age
Då han först dök upp i Action Comics #242 (1958), var Brainiac en skallig, grönhudad humanoid som kom till jorden och krympte olika städer, däribland Metropolis, och lagrade dem i flaskor med avsikt att använda dem för att återställa Bryak, planeten han härskade på. Han skyddade sig från Stålmannen med hjälp av en kraftfältsbarriärsom som inte ens han kunde bryta igenom. Senare dök Brainiac upp igen och hotade att förstöra jorden. Den dagen befann sig Stålmannen i en annan galax.
Brainiacs nästa framträdande var i Action Comics #275 (1961), där han planerade att besegra Stålmannen genom att utsätta honom för både röd och grön kryptonit. Då Brainiac besegrades skickades han till en slumpmässig planet.
I Superman #167 (1964) förklarades det att Brainiac var en artificiell intelligens.

### Bronze Age
Under 1980-talet försökte DC Comics omdefiniera flera aspekter. I Action Comics #544 (1983) hade Brainiac konstruerat en stor, konstgjord, datorstyrd planet och använde den i sitt senaste försök att förgöra Stålmannen, men hans nederlag lämnade honom instängd i planetens mitt, oförmögen att fly. Han var tvungen att orsaka en närliggande stjärna att explodera i en nova i syfte att förstöra maskinvärlden.

### Modern Age
I Crisis on Infinite Earth blev Brainiacs historia helt omskriven. Brainiac var nu en radikal, coluansk vetenskapsman med namnet Vril Dox.

## Krafter och förmågor
Brainiac har ett intellekt på tolfte nivån, vilket ger honom beräkningsförmågor, förbättrat minne och avancerad förståelse för maskinteknik, bioteknik, fysik och annan teoretisk och tillämpad vetenskap, liksom omfattande kunskaper om olika främmande tekniker. Brainiacs avancerade, mentala krafter har visat att han kan besätta andra, överföra sitt medvetande, skapa och manipulera datorsystem och utöva en viss kontroll över tid och rum. John Byrnes förnyelse av karaktären hade telepati och telekinesi som ytterligare har förstärkts genom en implanterad elektrodisk huvudenhet. Den senaste versionen av Brainiac har visat sig kunna imitera de övermänskliga förmågor som Stålmannen och andra kryptoner har, även om han är utsatt för bakteriella infektioner när han är utanför kontrollerade miljöer som sitt skepp eller sin fängelsecell.

## I andra medier
- Pre-Crisis grönhudade version av Brainiac medverkar i Filmation-seriens The New Adventures of Superman.

- Brainiac medverkar i Super Friends-serien, med röst av Ted Cassidy (Challenge of the Super Friends) och Stanley Ralph Ross (Super Friends (1980), Super Friends: The Legendary Super Powers Show och The Super Powers Team: Galactic Guardians).
  - I Challenge of the Super Friends är Brainiac en av medlemmarna av Legion of Doom.
  - I Super Friends (1980) dyker han upp i avsnittet "Superclones", där han klonar Aquaman och El Dorado.
  - Den mekaniska versionen av Brainiac dyker upp i Super Friends: The Legendary Super Powers Show i avsnitten "The Wrath of Brainiac" och "The Village of Lost Souls".
  - Brainiac dyker sedan upp i avsnittet "Brain Child" av The Super Powers Team: Galactic Guardians'.

- Corey Burton gör rösten till Brainiac i DC Animated Universe
  - Brainiac medverkar i TV-serien Stålmannen, från början som en superintelligent dator som leder Kryptons styrkor. Något som är annorlunda i den här serien var att det var Brainiac som förstörde Krypton, och inte General Zod, som var ansvarig för Kryptons förstörelse i de flesta andra medier. Med hjälp av sin kontroll över maskinerier bygger han sig sedan en androidkropp som han överför sitt medvetande till. Han förvarar holografiska minnen från Krypton, samt andra planeter som han förstört, i himlakroppar i sitt rymdskepp.
  - Brainiac medverkar i avsnittet "Twilight" av TV-serien Justice League, där han attackerar Apokolips efter att Darkseid besegrats av Orion.
  - I det tvådelade avsnittet "A League of Their Own" Static Shock har Brainiac reducerats till ett enda kretskort som hålls i stasis. Han lyckas dock rymma under ett strömavbrott i Justice Leagues vakttorn och börjar ta kontroll över det.
  - I Justice League Unlimited eftersträvar Lex Luthor att befria Brainiac från sitt fångade tillstånd och kombinera deras styrkor.
  - Brainiac 0.1 medverkar i Legion of Super Heroes.

- Brainiac introduceras som en återkommande skurk i Smallville under säsong 5, spelad av James Marsters.

- Brainiac dyker upp i Batman: Den tappre och modige, med röst av Richard McGonagle.